# Gonomyia (Idiocerodes) armigera
Gonomyia (Idiocerodes) armigera is een tweevleugelige uit de familie steltmuggen (Limoniidae). De soort komt voor in het Nearctisch gebied.